# Олимпик-тауэр (Нью-Йорк)
Олимпик-Тауэр — 51-этажное здание в Мидтауне Манхеттена, на Пятой Авеню между Восточной 51-й Улицей и Восточной 52-й Улицей. Точный адрес — Пятая Авеню, 641. Построенная в 1976 г., она заняла то место, где раньше находился Магазин Бест и Компания, который, в свою очередь, был построен в 1947 г. Разделена на 225 квартир и имеет более чем 23 000 м² офисного и торгового пространства. В здании располагается главный офис НБА. Рядом находится Собор Святого Патрика, а с башни можно увидеть его контрфорсы и Пятую Авеню. Сразу после завершения работ площади здания заняла элита того времени.
Планы по использованию здания были принципиально новой концепцией для того времени, потому что это был первый проект подобного рода на Пятой Авеню: с 21 офисным этажом, 30 жилыми этажами и розничными магазинами на первом этаже. Оно было построено в сотрудничестве с Аристотелем Онассисом и его компанией, Виктори Девелопмент, а также с компанией Арлен Риелти.
Оформление здания было разработано архитектурной фирмой Скидмор, Оуингс и Меррилл, которые в своем время также поработали над Башней Уиллис и Центром Джона Хенкока в Чикаго, а также над другими высотными зданиями как в США, так и во всем мире.
Когда постройка была завершена, апартаменты на жилых этажах по праву заслужили репутацию одних из самых роскошных в мире. Так один из жильцов, Аднан Кашогги, установил у себя в квартире бассейн. В здании проживали различные знаменитости, в том числе и Джеки Онассис.